# Ukemi
Ukemi waza (em japonês:  受身技) é o termo pelo qual se designam as técnicas das artes marciais japonesas que têm, por escopo, estudar meios de o praticante controlar a forma de queda, para, quando atingir o solo, sair-se numa posição ainda favorável. De igual modo, controlar como se cai implica evitar danos. E, como arte marcial que ensina técnicas de arremesso, as técnicas de como controlar a queda são corolário das primeiras.
Posto que olvidada nas escolas desportivas de caratê, trata-se de uma disciplina tradicional e não é, senão raramente, vista nas academias desportivas. Há técnicas para projetar-se nas quatro direções básicas, isto é, para frente, para trás e para as laterais.
No ambiente de luta ou treino de qualquer arte marcial, os praticantes voluntariamente ou não estão sujeitos a sofrerem quedas. Na verdade, qualquer atividade física, como um simples ato de caminhar, torna a pessoa sujeita ao risco de se desequilibrar e cair. A ideia básica é não resistir à queda, mas conduzir o corpo numa trajetória com poucos riscos de danos.
No caratê, como se ensina a derrubar o oponente, ensina-se também a cair de modo seguro. Por exemplo, de nada ou muito pouco adiantaria ensinar a aplicar uma rasteira (fumi kiri ou morote gari) se não se capacita a absorver esse mesmo golpe. As técnicas de arremesso e de queda possuem uma relação recíproca em que umas são corolário das outras.
Ainda que sua prática esteja, na maioria das vezes, reservada aos graus mais altos, no estudo de bunkai, os kihon são bem identificados.

## Chokusetsu ukemi
Chokusetsu ukemi (直接 受身) é o gênero de quedas directas, ou seja, são aquelas técnicas pelas quais a pessoa arremessa seu corpo numa trajetória aproximada em linha reta. Em verdade, não se trata de uma linha exatamente reta, pois o corpo deverá fazer uma circunferência em torno de um eixo que passa pela linha de cintura, ou hara.

### Zenpo ukemi
Zenpo ukemi (前方受身, Zenpō ukemi) é uma queda para frente. O carateca simplesmente joga seu peso, isto é, o peso da parte superior do corpo para frente, finalizando o movimento com o contacto do solo realizado com as mãos espalmadas e os braços flexionados no cotovelo, para receber o impacto e absorver o choque.
Idealmente, deveria haver um eixo na exata altura do tanden, o corpo faria um movimento similar ao de uma hélice, no fito de diminuir o impacto final. Isto é, em aplicação prática do movimento circular, a velocidade linear do corpo ao tocar o chão será menor se o corpo seguir uma trajetória menor, conseguida com a redução do raio do movimento; em vez de a pessoa definir como raio do movimento circular o corpo inteiro, esse raio seria de metade, apenas.

### Koho ukemi
Koho ukemi (後方受身), ou ushiro ukemi (後ろ受身), é uma queda para trás. Talvez uma das manobras mais fáceis de se fazer, eis que se trata de um movimento que as crianças realizam naturalmente. Os joelhos dobram para fazer chegar o corpo mais perto do chão e, depois, com as costas arqueadas, joga-se para trás.

### Yoko ukemi
Yoko ukemi (横受身) é uma queda para uma das laterais, na qual o praticante somente ergue ligeiramente a perna do lado na qual a técnica é executada, direcionando-a para o lado contrário. O braço do lado da queda desloca-se reto para frente, para absorver o choque e as pernas, ao fim do movimento levantam-se para ajudar na absorção da energia. É um técnica característica do kata unsu, do estilo shotokan.

## Kaiten ukemi
Kaiten ukemi' (回転 受身) é gênero de quedas nas quais o judoca não cai exatamente, mas impõe uma forma circular a seu corpo, fazendo assim com que se gire, ou seja, o corpo quase que se transforma numa roda. O escopo é aproveitar ao máximo a energia do movimento para reduzir os danos e, de um modo simultâneo, deslocar-se para uma outra posição e sair em posição de luta.

### Mae kaiten ukemi
Mae kaiten ukemi (前回転 受身), ou mae korobi (前転び), faz-se um giro para frente. O corpo arqueia-se com o pescoço inclinando para frente. O praticante toca o solo primeiro com as costas de um dos ombros, às vezes, auxiliado pela parte superior do braço. A linha de trajetória segue diagonalmente pelas costas. A técnica termina na base iaigoshi dachi.

### Mae yoko kaiten ukemi
Naname kaiten ukemi (斜め回転受身), ou hasu korobi (斜転び), é uma variante de mae korobi com a trajetória do deslocamento numa linha diagonal.

### Ushiro kaiten ukemi
Ushiro kaiten ukemi (後ろ回転受身).

### Ushiro mae kaiten ukemi
Ushiro mae kaiten ukemi (後ろ前回転受身).

### Yoko kaiten ukemi
Yoko kaiten ukemi (横回転 受身) faz-se um giro para uma das laterais. É semelhante a mae korobi, porém para um dos lados e o braço inteiro auxilia no movimento.

## Tobi ukemi
Tobi ukemi (飛び受身) é o emprego de um salto seguido de uma queda, e pode ser tanto um queda direta quanto uma circular, mas são feitas com movimentos frontais, diante do maior controle e menor perda de energia.

### Mae tobi kaiten ukemi
Mae tobi kaiten ukemi (前飛び回転受身) é feita com um salto para frente e uma queda em rolamento em seguida.